# Гарсене
Гарсене (латыш. Gārsene) — населённый пункт в Акнистском крае Латвии. Административный центр Гарсенской волости. Находится на реке Сусея. Расстояние до города Екабпилс составляет около 56 км. По данным на 2016 год, в населённом пункте проживало 244 человека. Есть волостная администрация, начальная школа (бывшая усадьба), дом культуры, библиотека, лютеранская церковь.

## История
Село находится на территории бывшего поместья Гарсене.
В советское время населённый пункт был центром Гарсенского сельсовета Екабпилсского района. В селе располагалась центральная усадьба колхоза «Гарсене» и Республиканская Акнистская психиатрическая больница.